# DFB-Pokal der Frauen 1995-1996
La DFB-Pokal der Frauen 1995-1996 è stata la 16ª edizione della Coppa di Germania riservata alle squadre di calcio femminile. La finale si è svolta all'Olympiastadion di Berlino ed è stata vinta dal FSV Francoforte, per la quinta volta, superando le avversarie del Klinge Seckach per 2-1 bissando il successo dell'edizione precedente.

## Primo Turno
Numerosi club hanno passato il turno automaticamente e si sono qualificati al Secondo Turno. Le gare si sono svolte tra il 12 e 13 agosto 1995.
| Squadra 1                     | Risultato | Squadra 2                            |
| ----------------------------- | --------- | ------------------------------------ |
| Blau-Weiß Fuhlenbrock         | 0 - 12    | Template:Calcio femminile TSV Seigen |
| Wattenscheid 09               | 2 – 4     | FC Rumeln-Kaldenhausen               |
| Fortuna Dilkrath              | 1 - 18    | Eintracht Rheine                     |
| SG Lütgendortmund             | 0 - 17    | Grün-Weiß Brauweiler                 |
| Energie Cottbus               | 1 - 9     | Turbine Potsdam                      |
| Amburgo                       | 3 - 5     | Polizei SV Rostock                   |
| Hertha Zehlendorf             | 2 - 4     | Fortuna Sachsenroß Hannover          |
| Fortuna Magdeburg/Wolmirstedt | 1 - 5     | TeBe Berlino                         |
| Norimberga                    | 3 - 2     | Crailsheim                           |
| FC Forstern                   | 1 – 9     | Niederkirchen                        |
| Friburgo                      | 1- 4      | Klinge Seckach                       |
| Sindelfingen II               | 1 - 10    | Sindelfingen                         |
| TSV 1880 Gera-Zwötzen         | 1 - 12    | Praunheim                            |
| FSV DJK Schwarzbach           | 0 - 5     | FSV Francoforte                      |
| TSV Eschollbrücken            | 1 - 3     | Bad Neuenahr                         |
| SC Soisdorf                   | 0 - 3     | TuS Ahrbach                          |

## Secondo Turno
Le gare si sono svolte tra il 2 e 3 settembre 1995.
| Squadra 1              | Risultato | Squadra 2                   |
| ---------------------- | --------- | --------------------------- |
| DFC Eggenstein         | 0 - 3     | Klinge Seckach              |
| Niederkirchen II       | 1 – 13    | Niederkirchen               |
| Erzgebirge Aue         | 1 - 11    | FSV Francoforte             |
| Wacker München         | 0 - 5     | TuS Ahrbach                 |
| Sindelfingen           | 0 - 2     | Praunheim                   |
| STV Lövenich           | 0 - 5     | Eintracht Rheine            |
| BSV Müssen             | 0 - 7     | FC Rumeln-Kaldenhausen      |
| FC Sankt Augustin      | 0 - 6     | TSV Siegen                  |
| Grün-Weiß Brauweiler   | 8 - 0     | Bad Neuenahr                |
| SC Wedemark            | 0 – 5     | TeBe Berlino                |
| Wittekind Wildeshausen | 3 - 1     | Turbine Potsdam             |
| Polizei SV Bremen      | 1 - 3     | Eintracht Wolfsburg         |
| SG Thumby              | 0 - 5     | Polizei SV Potsdam          |
| SSV Schmalfeld         | 1 - 3     | Fortuna Sachsenroß Hannover |
| FC Oster Oberkirchen   | 0 - 11    | Saarbrücken                 |
| Norimberga             | 1 - 3     | TuS Wörrstadt               |

## Terzo Turno
Le gare si sono svolte il 29 ottobre 1995.
| Squadra 1              | Risultato      | Squadra 2                   |
| ---------------------- | -------------- | --------------------------- |
| FSV Francoforte        | 4 - 0          | TuS Ahrbach                 |
| Klinge Seckach         | 4 – 1          | TeBe Berlino                |
| Niederkirchen          | 4 - 5          | Fortuna Sachsenroß Hannover |
| Praunheim              | 0 - 1          | FC Rumeln-Kaldenhausen      |
| Saarbrücken            | 3 - 3(5-4 dtr) | Polizei SV Rostock          |
| Eintracht Wolfsburg    | 2 - 3          | Eintracht Rheine            |
| Wittekind Wildeshausen | 0 - 5          | Grün-Weiß Brauweiler        |
| TuS Wörrstadt          | 1 - 3          | TSV Siegen                  |

## Quarti di finale
Le gare si sono svolte il 10 dicembre 1995.
| Squadra 1                   | Risultato   | Squadra 2              |
| --------------------------- | ----------- | ---------------------- |
| Grün-Weiß Brauweiler        | 0 - 2       | TSV Siegen             |
| Saarbrücken                 | 0 - 3       | Klinge Seckach         |
| Eintracht Rheine            | 0 - 4 (dts) | FC Rumeln-Kaldenhausen |
| Fortuna Sachsenroß Hannover | 0 - 8       | FSV Francoforte        |

## Semifinali
Le gare si sono svolte tra il 6 e 7 aprile 1996.
| Squadra 1       | Risultato      | Squadra 2              |
| --------------- | -------------- | ---------------------- |
| FSV Francoforte | 2 - 0          | FC Rumeln-Kaldenhausen |
| Klinge Seckach  | 2 - 2(4-3 dtr) | TSV Siegen             |

## Finale
| Arbitro: | Gabriele Birlin (Rheinfelden) |

|                     |           |           |
| Smisek 6’ Prinz 82’ | Marcatori | 9’ Lingor |